# Караваджо
Микела́нджело Меризи да Карава́джо (итал. Michelangelo Merisi da Caravaggio; 29 сентября 1571, Милан — 18 июля 1610, Порто-Эрколе) — итальянский художник, реформатор европейской живописи XVII века, один из самых ярких представителей реализма в живописи эпохи барокко. Одним из первых он применил манеру письма «кьяроскуро» — резкое противопоставление света и тени, а также «тенебризмо». Большую часть своей творческой жизни он работал в Риме, пользуясь покровительством влиятельных церковных лиц. В течение последних четырёх лет своей жизни он странствовал между Неаполем, Мальтой и Сицилией.
Художник работал непосредственно с живых моделей, рисовал и писал сразу на холсте, отказываясь от предварительных эскизов. Этим объясняется то, что до настоящего времени не обнаружено ни одного подготовительного рисунка.

## Биография

### Милан. 1571—1591
Микеланджело Меризи был сыном архитектора Фермо Меризи и его второй жены Лючии Аратори, дочери землевладельца из городка Караваджо, неподалёку от Милана (Ломбардия). Отец служил управляющим у маркиза Франческо Сфорца да Караваджо. В 1576 году во время эпидемии чумы умерли отец и дед, мать с детьми переехала в Караваджо. Первыми покровителями будущего художника были герцог и герцогиня Колонна.
В 1584 году в Милане Микеланджело Меризи пришёл в мастерскую живописца Петерцано, считавшегося учеником Тициана. В то время в искусстве Италии существовало два основных течения маньеризм и барокко, но в Милане были сильны традиции ломбардского натурализма.
Первые картины художника, написанные в Милане, бытовые сцены и портреты, не сохранились. С самого начала Микеланджело продемонстрировал свой неуживчивый характер и буйный нрав. Довольно рано, уже к концу 1580-х годов жизнь вспыльчивого по характеру Меризи омрачалась скандалами, драками и тюремными заключениями, которые будут сопровождать его всю жизнь.
В 1589 году художник вернулся из Милана домой продать свой земельный надел, по-видимому, нуждаясь в деньгах. Последний раз он посетил родной дом после смерти матери в 1590 году.
Осенью 1591 года он был вынужден бежать из Милана после ссоры за карточной игрой, завершившейся убийством противника. Заехав сначала в Венецию, Караваджо направился в Рим.

### Рим. 1592—1594
В Риме Меризи заметил Пандольфо Пуччи, бенефициарий Собора Святого Петра и мажордом сестры папы Сикста V. Он пригласил его в свой дом, обеспечил ночлег и еду, заставляя выполнять копии с разных картин и разные мелкие поручения. Но Меризи не удовлетворяла роль «мальчика на посылках», он устраивал скандалы и ссоры. Кардинал Федерико Борромео, познакомившийся с Караваджо в пору его римской жизни, описал его как «человека неотёсанного, с грубыми манерами, вечно облачённого в рубище и обитающего где придётся. Рисуя уличных мальчишек, завсегдатаев трактиров и жалких бродяг, он выглядел вполне счастливым человеком». Борромео признавал, что в картинах художника ему не всё нравилось.
В столице по обычаю итальянских художников того времени он получил прозвище, связанное с местом рождения, как, например, это было с Веронезе или Корреджо. Так Микеланджело Меризи стал Караваджо.
В 1593 году Караваджо поступил учеником в мастерскую Чезари д’Арпино, который поручал Караваджо писать на своих фресках цветы и листья. В мастерской д’Арпино провинциал Караваджо знакомился с влиятельными меценатами и художниками, в частности, с Яном Брейгелем Старшим.
Ранние работы Караваджо написаны под влиянием Леонардо да Винчи (с «Мадонной в скалах» и «Тайной вечерей» он познакомился ещё в Милане), Джорджоне, Тициана, Джованни Беллини, Мантеньи.
Первая дошедшая до нас картина — «Мальчик, чистящий фрукт» (1593).
В мастерской д’Арпино Караваджо встретился с Марио Миннити, который стал его учеником и любимым натурщиком ряда картин, первой из которых является «Юноша с корзиной фруктов» (1593—1594).
После очередной драки Караваджо попал в тюрьму Тор ди Нона, где произошла его встреча с Джордано Бруно.
Вскоре он порвал с Чезари д’Арпино. Бездомного Караваджо в 1592 году пригласил к себе будущий караваджист, живописец Антиведуто Грамматика.
В 1593 году Караваджо заболел римской лихорадкой (одно из названий малярии), шесть месяцев он находился в госпитале на грани жизни и смерти. Возможно, под впечатлением от болезни он создал картину «Больной Вакх» (1593) — свой первый автопортрет.
Первые многофигурные картины созданы Караваджо в 1594 году — это «Шулеры» и «Гадалка». Позднее Жорж де Латур напишет свою «Гадалку» с идентичной композицией.
Осенью 1594 года Караваджо стал работать по заказам кардинала Франческо дель Монте, переехал в его виллу Мадама, где он встречался с Галилео Галилеем, Томмазо Кампанеллой, Джакомо делла Порта, поэтами Марино и Милези.

### Рим. 1595—1599
Период жизни, проведённый на вилле Мадама, оказался для Караваджо весьма плодотворным, кроме того, картины, созданные им в это время почти все сохранились до наших дней.
На картине «Музыканты» (1595) в центре изображён Марио Миннити, а рядом художник представил себя с рожком. Развёрнутую к зрителю партитуру прочитать невозможно. В образе Амура с виноградом некоторые исследователи усматривают эротический намёк на отношения с Миннити. Миннити также изображён на картине «Мальчик, укушенный ящерицей» (1596, Лондон), проданной торговцу предметами искусства Валентино, и на многих других картинах.
В 1595 году несмотря на рекомендации, данные Орацио Джентилески, Грамматикой, Просперо Орси, Караваджо было отказано в приёме в Академию Святого Луки. Главным противником приёма Караваджо в Академию был её президент — Федерико Цуккаро. Он считал, что эффекты живописи Караваджо были следствием экстравагантного характера, а успехом его картины обязаны лишь своим «оттенком новизны», которую высоко ценили богатые покровители.
В 1596 году Караваджо создал один из первых натюрмортов в истории ренессансной итальянской живописи — «Корзина с фруктами».
В «Лютнисте» (1596, Государственный Эрмитаж, Санкт-Петербург) партитуру прочитать оказалось несложно, это мадригал Якоба Аркадельта «Вы знаете, что я люблю вас». Кому адресовано это послание, неизвестно. Для картины, вероятно, также позировал Миннити, но андрогинный облик персонажа вызывает споры о натурщике картины.
В 1597 году от кардинала дель Монте, главного покровителя и защитника художника, поступил заказ на роспись плафона в комнате, посвящённой алхимии в Казино Людовизи, в то время принадлежавшем кардиналу. Роспись выполнена маслом по штукатурке (единственный случай в карьере художника): «Юпитер, Нептун и Плутон» (1597); с помощью образов, заимствованных из классической мифологии, она отражает одно из увлечений кардинала: алхимию, а именно алхимическую триаду Парацельса.
Подлинную славу Караваджо принесли картины на библейские сюжеты — новаторской по исполнению является «Отдых на пути в Египет» (1597). «Главное достоинство картины — мастерски воссозданная световоздушная среда, создающая атмосферу поэтичности и покоя, дополняемую скромным пейзажем, написанным под явным впечатлением воспоминаний о родной Ломбардии с её тростником, осокой у водной глади, серебристыми тополями на фоне холмистой гряды и вечереющего сизого неба». Необычайно чувственно написано тело ангела в самом центре картины. В эти же годы Караваджо написаны «Экстаз св. Франциска» (1595), «Жертвоприношение Исаака» (1598).
Первый женский образ в творчестве Караваджо — «Кающаяся Мария Магдалина» (1597), показывает способность художника на глубокую и поэтически прочувствованную трактовку образа. Картина была продана банкиру и покровителю искусств Винченцо Джустиньяни. За ней последовали «Святая Екатерина Александрийская» (1598), «Марфа и Мария» (1598). «Юдифь, обезглавливающая Олоферна» (1598) демонстрирует, что Караваджо в своём реализме не чуждается нарочито натуралистических эффектов.
В «Иоанне Крестителе» (1598) заметно влияние творчества Микеланджело. Караваджо стал знаменит. Он покинул виллу Мадама и перебрался в дом банкира и коллекционера Чириако Маттеи, купившего «Гадалку». Марио Миннити после ссоры с Караваджо женился и уехал на Сицилию.
Караваджо также написал в это время картины: «Вакх» (1596), «Голова Медузы» (1597), «Куртизанка Филлида» (1597), «Портрет Маффео Барберини» (1598), «Нарцисс» (1599).

### Рим. 1600—1606
25 июня 1599 года кардинал Маттео Контарелли заключил контракт с Караваджо на украшение семейной капеллы церкви Сан-Луиджи-деи-Франчези картинами маслом на холсте со сценами из жизни Святого Матфея за 400 скудо. Первым произведением цикла было «Призвание апостола Матфея» (1600). Согласно Евангелию от Матфея, Иисус увидел мытаря Левия (Матфея) у ворот Капернаума и призвал его на апостольское служение: «Иисус увидел человека, сидящего у сбора пошлин, по имени Матфея, и говорит ему: следуй за Мною. И он встал и последовал за Ним» Мф. 9:9. Однако, вопреки евангельскому тексту, Караваджо трактовал священный сюжет как прозаическую сцену из современной жизни. В тени за столом обычной полутёмной таверны идёт подсчёт дневной выручки мытаря Левия, ему помогает старик в очках. Охранники, вооружённые молодые люди, одетые элегантно по последней моде, повернули головы в сторону вновь прибывших. Из всех присутствующих лишь Левий понял, кто стоит перед ним. В изумлении он вопросительно указывает на себя, ожидая подтверждения.
Караваджо изобразил сцену, продемонстрировав своё искусство в применении светотени, так называемого тенеброзо. По определению С. М. Даниэля «Композиция „Призвания“ является совершенно зрелым воплощением художественного метода Караваджо». Художник живописными средствами выстроил эмоционально сильную драматургию важного события. Картина расположена на боковой, левой стене капеллы и приближающийся к ней видит всю композицию в сильном ракурсе, который совпадает с повелительным жестом руки Иисуса и дополнительно подчёркивается лучом света, по диагонали пересекающим картину и как ножом разрезающим полутёмное пространство итальянской таверны, в которой по воле художника совершается действие. «Диагональ светового потока вместе с указующими перстами трёх рук (Христа, апостола Петра и самого Матфея) концентрирует внимание на главном герое изображения… Действие света равносильно действию слова». «Светотень, доведённая до предельной выразительности, становится у Караваджо важнейшим композиционным фактором».
Затем было создано «Мученичество апостола Матфея» (1600). С помощью тех же эффектов светотени художник концентрирует взгляд зрителя на фигуре убийцы и распростёртом теле апостола. На дальнем плане среди свидетелей Караваджо изобразил себя.
В отличие от других картин, сосредоточенных в частных собраниях, эти произведения Караваджо увидел весь Рим. К художнику пришла слава. Заказчики остались довольны и Караваджо было поручено выполнить центральный алтарный образ. Караваджо написал картину «Святой Матфей и ангел» (1602), которая не устроила заказчиков, так как Святой Матфей был написан в облике простого крестьянина. Второй вариант «Святого Матфея и ангела» (1602), как и две другие картины цикла и поныне находятся в церкви Сан-Луиджи-деи-Франчези.
Похожие истории имели место и с другими церковными заказами. 24 сентября 1600 был оформлен заказ церкви Санта-Мария дель Пополо на «Распятие Святого Петра» (1601) и «Обращение Савла» (1601). Духовенство отклонило первые варианты картин и приняло только вторые.
«Картина „Обращение Савла“ — это величайшая веха современного искусства и не столько в силу своего мощного реализма, а скорее благодаря новому революционному языку и стилю. Караваджо действительно оказался первым, кто взглянул на жизнь открытыми глазами, свободными от шор любой светской культурной и интеллектуальной традиции, от которой до конца не отрешился даже Тициан. Эта его лошадь впервые увидена художническим глазом импрессиониста XIX столетия»..
14 июня 1602 года поступил заказ на картину «Смерть Марии» для церкви Санта-Мария-делла-Скала в римском районе Трастевере. Караваджо использовал в качестве натурщицы для Девы Марии проститутку, утонувшую в Тибре, или любовницу. Джованни Беллори считал, что неприятие картины вызвано неподобающей позой Девы Марии. Так или иначе заказчики картину отвергли. Покупателя на картину долго не находилось, пока Рубенс не посоветовал приобрести её мантуанскому герцогу Винченцо I Гонзага.
В 1601 году Караваджо снял собственную мастерскую, где писали свои картины его знаменитые ученики: Бартоломео Манфреди, Марио де Фьори, Леонелло Спада.
В это время Караваджо создаёт много картин на религиозные сюжеты: «Иоанн Креститель» (1600), «Ужин в Эммаусе» (1602), «Неверие апостола Фомы» (1602), «Иоанн Креститель» (1602, Капитолийские музеи), «Иоанн Креститель» (1602, Галерея Дориа-Памфили), «Взятие Христа под стражу» (1602), «Жертвоприношение Исаака» (1602), «Святое семейство с Иоанном Крестителем» (1603), «Коронование терновым венцом» (1603), «Иоанн Креститель» (1604, Канзас), «Иоанн Креститель» (1604, Рим), «Призвание святых Петра и Андрея» (1604), «Христос на Масличной Горе» (1605), «Се Человек» (1605), «Святой Иероним в размышлении» (1605), «Пишущий Святой Иероним» (1605).
Для церкви Санта-Мария-ин-Валичелла Караваджо создал свой шедевр «Положение во гроб» (1603—1604), который будут копировать многие художники от Рубенса до Сезанна. В образе фарисея Никодима изображён, как полагают некоторые исследователи, Микеланджело. Картина была отвергнута деятелями церкви.
В 1604—1606 годах для капеллы Кавалетти церкви Сант-Агостино Караваджо написал алтарный образ «Мадонна ди Лорето» (Мадонна пилигримов). Картина вызвала скандал, заказчикам не понравилось откровенное изображение полуоткрытой груди Мадонны и то, что позировала художнику его возлюбленная знаменитая римская куртизанка Маддалена Антоньетти (Лена).
В 1605 папа Павел V заказал художнику образ Девы Марии для Собора святого Петра. Несмотря на предупреждения друзей, Караваджо опять пригласил позировать Маддалену. «Мадонна со змеёй» находилась в соборе только два дня.
Многие картины, отвергнутые заказчиками, были приобретены банкиром и ценителем художника Винченцо Джустиниани. Опись его коллекции, проведённая в 1630 году, содержала 15 наименований произведений Караваджо.
Среди картин этого периода на нерелигиозные темы были повторение композиции «Мальчик, укушенный ящерицей» (1600, Флоренция) и картина «Амур-победитель» (1602), написанная не по заказу.
Создание шедевров сопровождалось разгульной жизнью автора, стычками и драками, последующими штрафами и заключениями под стражу. Он обвинялся в том, что ранил шпагой человека, плохо отозвавшегося о его картинах, в том, что написал оскорбительные стихи о живописце Джованни Бальоне, в избиении нотариуса Пасквалоне, в потасовке в таверне. Каждый раз из тюрьмы его спасали кардиналы и Джустиниани.

### В изгнании. 1606—1610
29 мая 1606 года спор на площадке для игры в мяч перерос в драку, в ходе которой был убит Рануччо Томмазони. В убийстве был обвинён Караваджо. Папа Павел V объявил художника «вне закона», его теперь мог убить любой человек и даже получить за это вознаграждение. Это заставило Караваджо бежать в Неаполь. Там он снова зарекомендовал себя как один из самых выдающихся итальянских художников своего поколения. Он отправился на Мальту и далее на Сицилию в 1607 году и добивался папского помилования для своего приговора. В 1609 году он вернулся в Неаполь, где он был вовлечён в жестокую стычку; его лицо было изуродовано, и ходили слухи о его смерти.
Несколько месяцев Караваджо скрывался в имении семейства Колонна. Там он написал несколько картин, но стиль его стал мрачным: «Святой Франциск в раздумье» (1606), «Ужин в Эммаусе» (1606). Фигура Христа напоминает аналогичную в композиции Леонардо да Винчи «Тайная вечеря (роспись Леонардо да Винчи)Тайная вечеря».
В Неаполе Караваджо было написано более десяти картин, хотя сохранились не все: «Экстаз Святой Магдалины» (1606), «Распятие апостола Андрея» (1607),  «Мадонна Розария (Мадонна с чётками)» (1607), «Коронование терновым венцом» (1607), «Бичевание Христа» (1607), «Христос у колонны» (1607), «Саломея с головой Иоанна Крестителя» (1607).
По заказу церкви 1606—1607 годах по заказу церкви Пио-Монте-делла-Мизерикордия в Неаполе Караваджо написал с огромной живописной энергией картину «Семь дел милосердия» (1607), которая до сих пор находится в этой церкви. Неожиданно в июле 1607 года Караваджо направился в столицу Мальты — Ла-Валлетту.
«Святой Иероним» (1608), написанный им по заказу приора мальтийского ордена в Неаполе Ипполито Маласпина, понравился великому магистру ордена Алофу де Виньякуру. Караваджо написал портреты Алофа де Виньякура и соратника магистра Антонио Мартелли.
14 июля 1608 года Караваджо стал кавалером мальтийского ордена без права ношения мальтийского креста, так как он не был дворянином.
По заказу магистра Виньякура Караваджо написал «Усекновение главы Иоанна Крестителя» — единственная картина, подписанная художником, причём подписана она «F» (fra — брат), что свидетельствовало о его принадлежности братству Мальтийского ордена. На Мальте им были написаны также «Спящий Амур» (1608), «Иоанн Креститель» (1608) и «Благовещение» (1608).
Однако очередной инцидент привёл Караваджо в мальтийскую тюрьму, он был посажен в каменный мешок. Каким-то образом сумел оттуда сбежать и в октябре 1608 года приплыл на Сицилию в город Сиракузы, где ему оказал содействие Марио Миннити.
Для церкви Санта-Лючия-фуори-ле-мура в Сиракузах Караваджо написал «Погребение святой Луции Сиракузской» (1608). В январе 1609 года художник переехал в Мессину, где создал «Воскрешение Лазаря» и «Поклонение пастухов». В этих картинах доминирует необъятное ночное пространство, на фоне которого смутно проступают очертания строений и фигуры действующих лиц.
Преданность Караваджо натуралистическим эффектам иногда заходила очень далеко. Таким крайним случаем является история создания картины «Воскрешение Лазаря». «Ссылаясь на свидетельства очевидцев, литератор Сузинно рассказывал, как в отведённое под мастерскую просторное помещение при госпитале братства крестоносцев художник приказал принести выкопанное из могилы тело недавно убитого молодого человека и раздеть его, чтобы добиться большей достоверности при написании Лазаря. Двое нанятых натурщиков наотрез отказались позировать, держа в руках уже начавший разлагаться труп. Тогда, разозлившись, Караваджо выхватил кинжал и принудил их силой подчиниться его воле».
В конце 1609 года Караваджо направился в Палермо, где написал «Рождество Христа с Лаврентием и Франциском». Из Палермо он возвратился в Неаполь, где на него было совершено покушение. В Неаполе художником созданы «Саломея с головой Иоанна Крестителя» (1609), «Отречение Святого Петра» (1610), «Иоанн Креститель» (1610).
На картине «Давид с головой Голиафа» (1607—1610) в образе Голиафа художник изобразил себя. Такую символичную картину он возил с собой в изгнании и постоянно дописывал.
Для Маркантонио Дориа Караваджо написал «Мученичество святой Урсулы». Дориа получил последнюю работу живописца 18 июня.
В июле кардинал Гонзага начал вести с папой Павлом V переговоры о помиловании Караваджо. Узнав об этом, художник решил перебраться поближе к Риму и ждать официального помилования. Он нанял фелюгу и отплыл из Неаполя. Дальнейшие события покрыты тайной. По сведениям из переписки папского нунция Джентиле с кардиналом Боргезе, которым не все исследователи доверяют, Караваджо был задержан в крепости Пало, фелюга уплыла, и он отправился пешком в Порто-Эрколе, где и умер 18 июля.
31 июля 1610 года в Риме был обнародован папский указ о помиловании Караваджо, и опубликовано сообщение о его смерти.

### Обстоятельства смерти
Обстоятельства смерти Караваджо до сих пор неясны. Вопросы о его психическом состоянии возникли из-за его непредсказуемого и странного поведения. Он умер в 1610 году при невыясненных обстоятельствах по пути из Неаполя в Рим. Сообщалось, что он умер от лихорадки, но были высказаны предположения, что он был убит или что умер от отравления.
Останки Караваджо были похоронены на кладбище Сан-Себастьяно в Порто-Эрколе (Тоскана), которое закрылось в 1956 году, а затем перенесены на кладбище Святого Эразма, где археологи в 2010 году провели исследование останков, найденных в трёх склепах, и после применения ДНК-анализа, радиоуглеродного метода датирования и других методов с высокой степенью уверенности установили, что они идентифицировали останки именно Караваджо.
До проведения исследований высказывались предположение, что Караваджо умер от сифилиса. Первоначальные тесты показали, что Караваджо мог умереть от отравления свинцом — краски, использованные тогда, содержали большое количество свинца, и известно, что Караваджо склонен был к агрессивному поведению, что могло быть спровоцировано влиянием свинца на его организм. Более позднее исследование заключило, что Караваджо умер в результате ранения, полученного в драке в Неаполе, конкретно от сепсиса, вызванного золотистым стафилококком. Результаты исследований опубликованы в медицинском журнале The Lancet.
Ватиканские документы, опубликованные в 2002 году, подтверждают версию о том, что богатая и влиятельная семья Томассони дала приказ разыскать и убить Караваджо в качестве мести за убийство Рануччо Томассони.

## Значение творчества Караваджо
Выдающийся художник и историк искусства А. Н. Бенуа в своём знаменитом «Путеводителе по Картинной галерее Императорского Эрмитажа» в 1910 году писал, что «Караваджо представлен в Эрмитаже прекрасно». После катастрофических распродаж картин Императорского Эрмитажа при советской власти в 1928—1930-х годах (были проданы «Сновидение Иосифа» Караваджо и несколько картин, атрибуция которых спорна), а также за вычетом произведений, ранее приписываемых Караваджо и поменявших атрибуцию, бесспорной осталась одна эрмитажная картина «Юноша (или девушка?) с лютней», современное название: «Лютнист».
Бенуа писал следующее:

Сын каменщика, Караваджо понял тонкое учение Леонардо о светотени простейшим образом и стал писать картины, в которых действительно изображены люди и предметы, озарённые ярким белым светом, бросающим чёрные, густые тени. Эффект этих картин среди слащаво-манерного искусства разнообразных эклектиков был ошеломляющим, а разительный успех формулы убедил самого изобретателя в том, что с него только и начинается настоящая живопись — истинное соперничество с натурой. Нечто подобное произошло и в середине XIX века, когда на смену умиравшему академизму выступил Курбе
.
К сказанному Бенуа добавлял определения: «грубая правдивость», «дерзость», «чудный кусок живописи» . Караваджо в своём искусстве действительно выступил как смелый новатор живописи, бросивший вызов главным художественным направлениям той эпохи — маньеризму и академизму, противопоставив им суровый реализм, переходящий подчас в шокирующий натурализм.

 Поклонники искусства Караваджо видели в нём реформатора религиозной живописи. Большие картины Караваджо, написанные на евангельские сюжеты, ошеломляли натурализмом, иллюзорностью и мощным плебейским духом. Художники классицизма и духовенство были возмущены тем, что у Мадонны в изображении Караваджо старое опухшее лицо, а у святых апостолов — грязные заскорузлые пятки. Господствовавшим в то время классицизму, наследовавшему традиции искусства Рафаэля, официальному католическому барокко, «подслащённому и сентиментальному стилю католического идеализма» Бартоломео делла Порта и нарождающемуся маньеризму, провинциальный мастер с необузданным темпераментом дерзко противопоставил собственный натуралистический метод, основанный на крупных планах, смелых ракурсах и эффектах светотени. Однако новаторское искусство Караваджо оказалось в оппозиции не только к академической, со всеми её изъянами, но и к прогрессивной классицистическо-романтической традиции. Никола Пуссен, выдающийся живописец французского классицизма, работавший в Италии, обвинил Караваджо «в разрушении живописи». 
Караваджо с самого начала стал одиозной фигурой: драчун, забияка, завсегдатай притонов и притом убийца. «Одни считали его безбожником и нигилистом, другие — одержимым фанатиком и бунтарём, третьи — просто сумасшедшим. Некоторые же — крайне религиозным человеком, последователем иезуита Игнатия Лойолы, проповедовавшего осмысление таинств Евангелия на примерах бытовых жизненных ситуаций. Иногда Караваджо называли „чёрным демоном“, разрушителем. Большинство художников видело в его картинах просто «натурализм». Тем не менее, существует очевидная связь творчества Караваджо в Риме с искусством тенебризма в Венеции и развитием жанра бодегонес в Испании. «Большие картины Караваджо на евангельские сюжеты, проникнутые духом плебейского натурализма, действительно кажутся грубыми, что ещё более усиливается заложенным в них ощущением жизненной мощи».
Картины художника вызывали возмущение духовенства и художников академического классицизма. «Разрушение» живописи, а точнее, привычных представлений и канонов академического искусства, по определению Жермена Базена, «на два столетия вывело итальянского художника из круга мастеров». Дискуссия историков искусства о феномене Караваджо продолжалась на протяжении XIX—XX веков и её участники в поисках самого Караваджо изобрели термин «караваджизм».
Главная «странность» метода Караваджо заключается в противоречии искусственности светотени и «натуральности типов». Евангельские персонажи в картинах Караваджо только кажутся живыми крестьянами, списанными с натуры, на самом деле это муляжи, «выхваченные» из темноты искусственным освещением, они очень похожи на такие же манекены в картинах болонских академистов — более, чем того хотел сам Караваджо. Другая особенность: уплощённость живописного пространства. Изображаемые художником фигуры, как правило, располагаются в узком пространственном слое переднего плана на условном тёмном, почти чёрном фоне, что усиливает эмоциональное напряжение, но приводит к сумбурности движений. Фигурам явно не хватает места, пластические связи отсутствуют и фигуры буквально натыкаются друг на друга. Рука или нога одной фигуры кажется принадлежащей другой, не связанной с соседней. К примеру, такое решение композиции немыслимо в картинах классициста Никола Пуссена, Андреа дель Сарто или даже у неистового Рубенса.
Искусство Караваджо оказало огромное влияние на творчество не только итальянских, но и ведущих западноевропейских мастеров XVII века — Рубенса, Йорданса, Жоржа де Латура, Сурбарана, Веласкеса, Рембрандта. Таким образом в западноевропейском искусстве XVII—XVIII веков сложилось художественное течение караваджизма в определённой мере, противостоявшее как доминирующему в эту эпоху искусству барокко, так и интернациональному маньеризму.
Караваджисты появились в Испании (Хосе Рибера), Франции (Трофим Биго), Фландрии и Нидерландах (Утрехтские караваджисты — Геррит и Виллем ван Хонтхорсты, Хендрик Тербрюгген, Юдит Лейстер) и других странах Европы. Среди итальянских караваджистов наиболее известны: Орацио Джентилески, его дочь Артемизия Джентилески, Бартоломео Манфреди, Карло Сарачени, Антиведуто Грамматика, Паоло Гвидотти, Чекко дель Караваджо, предположительно бывший любовником Караваджо. Под влиянием творчества художника находился анонимный Мастер света свечи, художники объединения «Перелётные птицы» и «малые караваджисты»: бамбоччанти.
Караваджисты усваивали лишь внешние и не лучшие стороны искусства самого Караваджо, не достигая его мощи и живописного темперамента. Это объясняет кризис караваджизма уже к концу XVII столетия. Живописный натурализм не имеет стилевых характеристик. Поэтому искусство последователей Караваджо, согласно концепции Е. И. Ротенберга, называют «внестилевой линией» в искусстве XVII века.
Первым с критикой караваджизма выступил в своих знаменитых «Диалогах» В. Кардуччи.
В 1951 году в Италии состоялась большая выставка «Караваджо и караваджисты», в определённой мере подытожившая дискуссии и спорные атрибуции.
В 2024 году в Национальном музее Прадо в Мадриде была выставлена неизвестная ранее работа «Ecce Homo», написанная художником примерно в 1605—1609 годах. Авторство картины ранее приписывали художнику из Испании Хосе де Рибере, однако в мае 2024 года исследования доказали авторство Караваджо.

## Автопортреты
- Больной Вакх. Деталь. 1593. Галерея Боргезе, Рим
- Музыканты (Караваджо написал себя с рожком между двумя музыкантами). 1595. Метрополитен-музей, Нью-Йорк
- Мученичество Святого Матфея. Деталь. 1600. Церковь Сан-Луиджи-деи-Франчези, Рим
- Давид с головой Голиафа. Деталь. 1605—1606. Галерея Боргезе, Рим

## Галерея
- Юноша с корзиной фруктов. 1593–1594. Галерея Боргезе, Рим
- Лютнист. Ок. 1595. Государственный Эрмитаж, Санкт-Петербург
- Кающаяся Мария Магдалина. 1594-1596. Галерея Дориа-Памфили, Рим
- Жертвоприношение Исаака. 1603-1604. Уффици, Флоренция
- Св. Матфей и ангел. 1602. Капелла Контарелли, церковь Сан-Луиджи-деи-Франчези, Рим
- Амур-победитель (Любовь побеждает всё). Ок. 1603. Картинная галерея, Берлин
- Поцелуй Иуды. 1602. Национальная галерея Ирландии, Дублин
- «Се Человек». 1605. Палаццо Бьянко, Генуя

## Киновоплощения
| Год  | Страна                                      | Название                                                     | Режиссёр                                 | Караваджо                            | Примечание                                      |
| ---- | ------------------------------------------- | ------------------------------------------------------------ | ---------------------------------------- | ------------------------------------ | ----------------------------------------------- |
| 1986 | Великобритания                              | «Караваджо»                                                  | Дерек Джармен                            | Найджел Терри                        | Художественный фильм по мотивам жизни художника |
| 2007 | Италия · Франция · Германия · Испания       | «Караваджо»                                                  | Анджело Лонгони                          | Алессио Бони                         | Мини-сериал                                     |
| 2008 | Великобритания · Чехия · Венгрия · Словакия | «Кровавая графиня — Батори»                                  | Юрай Якубиско                            | Ханс Мэтисон                         | Историческая драма                              |
| 2013 | Италия                                      | Правдивая история о Караваджо / La vera storia di Caravaggio | Алессандра Джиганте / Alessandra Gigante | Дэвис Тальяферро / Davis Tagliaferro | Документально-игровой фильм о жизни художника   |
| 2018 | Великобритания                              | Открытки из Лондона                                          | Стив Маклин                              | Бен Кура                             |                                                 |
| 2018 | Италия                                      | «Караваджо: Душа и кровь»                                    | Ламберт, Хесус                           | Аньелли, Мануэль                     | Документально-игровой биографический фильм      |
| 2022 | Италия                                      | «Тень Караваджо»                                             | Микеле Плачидо                           | Риккардо Скамарчо                    | Историческая драма                              |